# 异野黄芩素
异野黄芩素（也称为8-羟基芹菜素、5,7,8,4'-四羟基黄酮，4′,5,7,8-Tetrahydroxyflavone）是一种四羟基黄酮，分子式C15H10O6，存在于大花可可樹（Theobroma grandiflorum）和Marchantia berteroana等植物中。